# Smicridea coronata
Smicridea coronata är en nattsländeart som beskrevs av Oliver S. Flint Jr. 1980. Smicridea coronata ingår i släktet Smicridea och familjen ryssjenattsländor. Inga underarter finns listade i Catalogue of Life.